# Neokoros

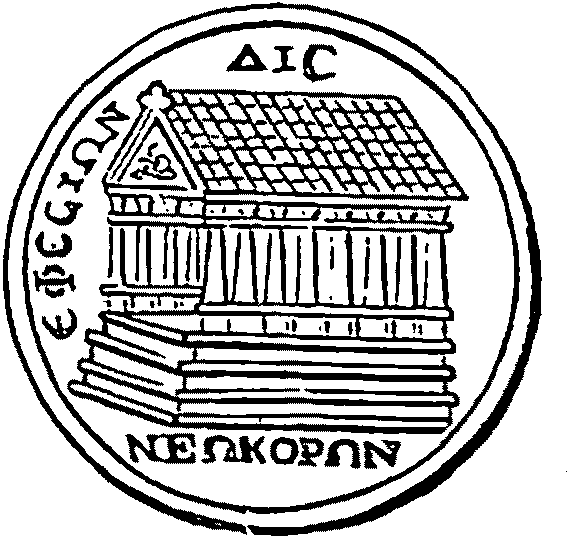
Umzeichnung einer Münze der Stadt Ephesos mit der Aufschrift „ΕΦΕΣΙΩΝ ΔΙΣ ΝΕΩΚΟΡΩΝ“ und Darstellung eines Kaiserkulttempels

Als Neokoros (altgriechisch νεωκόρος ‚Tempelwärter‘; Plural altgriechisch νεωκόροι neokóroi, eingedeutscht Neokoren oder auch Neokorien) bezeichnete man in der griechischen Antike Beamte, welche die Aufsicht über einen Tempel führten.
Unter den römischen Kaisern, in deren Kaiserkult ebenfalls Neokoroi als Priester eingesetzt wurden, war ihr Amt ein Ehrenamt. Auch ganze Städte im Osten des Reiches erhielten auf Münzen und in Inschriften den Titel Neokoros, wenn sie dem Kaiser einen Tempel errichtet hatten. Es kam in einigen Provinzen (etwa Asia) zum Wettstreit zwischen den Städten, welche von ihnen die meisten Neokoren erlangt hatte.
Im Falle der Stadt Ephesos wurde das Pion-Gebirge auf Münzdarstellungen anstatt der Stadt zum Neokoros der Artemis Ephesia hochstilisiert.